# San Pedro de la Paz
San Pedro de la Paz je grad i općina u Čileu, u regiji Biobío. Grad ima oko 80.447 stanovnika i površinu od 112,5 km² (2002.).

## Galerija slika
- Avenija Pedro Aguirre Cerda
- Položaj u regiji
- Laguna San Pedro

## Također pogledajte
- Veliki Concepción

## Vanjske poveznice
- Službene stranice (šp.)

### Ostali projekti
|  | Zajednički poslužitelj ima još gradiva o temi San Pedro de la Paz |